# Léopold Gimié
Léopold Gimié dit Léo Gimié, né le 22 mars 1903 à Marseille dans les Bouches-du-Rhône et mort le 13 janvier 1943 à Aguel'hoc dans le Sahara est un radionavigant de l'aviation civile, équipier de Jean Mermoz.

## Biographie

### Origine
Léopold Martial Émile Gimié est né le 22 mars 1903 à Marseille dans les Bouches-du-Rhône.

### Le sportif
D'abord radiotélégraphiste dans la Marine nationale durant trois ans, période pendant laquelle il rencontre René Mesny, l'un des pionniers de la radio en France, Léo Gimié est aussi sportif et aventurier.
Il accepte en 1925 la proposition de la société belge des cycles Gillet d'Herstal de tester les qualités de la motocyclette FN produite par la société : il s'agit de tester l'endurance de la motocyclette sur une distance de 2 500 km à travers le désert du Sahara. L’affaire manque de tourner au désastre quand son coéquipier exténué renonce à poursuivre plus avant la tentative. Léo Gimié lui remet sa réserve d'eau en lui disant : « ne bouge pas, je vais revenir, nous ne sommes pas loin de Tabankort ». Il part ensuite en quête du puits de Tabankort dont il se juge proche, mais, déshydraté, épuisé, doit la vie sauve à une patrouille de méharistes du poste de Kidal, lesquels secourent également son compagnon,.

### Pionnier de l'aéropostale
En 1927, Léopold Gimié entre à la Compagnie générale aéropostale, d'abord au sol puis comme radionavigant.
Le 20 décembre 1929, il échappe une fois de plus à la mort, avec Henri Delaunay et le navigateur Jean Dabry quand leur avion Levasseur PL 8 l'Oiseau blanc no 2 de l'Aéropostale s'écrase à Istres à l'atterrissage à cause d'un nid de poule sur la piste.
Les 11 et 12 avril 1930, avec Jean Mermoz comme pilote et Jean Dabry comme navigateur, sur Latécoère 28 à flotteurs et moteur Hispano-Suiza de 600 chevaux, il participe au record du monde de distance en circuit fermé Marignane-Cap-d'Agde-Toulon pour hydravion (4 345 km en 30 h 25 de vol), reprenant le titre aux Américains B.J. Connell et H-C. Rodd (2 525 km, le 16 août 1927),
Un mois plus tard, les 12 et 13 mai 1930, les trois hommes réussissent la première traversée postale de l'Atlantique Sud à partir de Saint-Louis du Sénégal à bord du Comte-de-La-Vaux. C'est un monomoteur terrestre Latécoère 28-3 transformé en hydravion par l’adjonction d’une paire de flotteurs. Il a à son bord 130 kilos de courrier. Un peu plus de 19 heures plus tard, il se pose à Natal au Brésil dans le plus grand anonymat alors qu’il venait de battre le record de distance en ligne pour hydravion avec 3 200 km malgré une météo capricieuse. Durant ce vol le rôle du radio eut son importance pour guider l’avion sur la bonne route. Le Comte-de-La-Vaux est équipé de moyens de communication radio des plus modernes pour l'époque : radio LL émettant simultanément sur deux longueurs d'onde et poste récepteur de messages sur ondes longues, ce qui avait permis au navigateur Léopold Gimié de recevoir des relèvements triangulaires des neuf stations terrestres et bateaux émetteurs mis en place pour sécuriser son voyage. L'hydrobase de la Compagnie générale aéropostale (CGA) de Calheta Sao Martinho, sur l'île cap-verdienne de Santiago par exemple, déjà équipée à l'époque de matériels performants, restera longtemps au centre du dispositif de radionavigation sur la ligne transatlantique. Par ailleurs, il disposait de la station implantée sur l’île brésilienne de Fernando de Noronha au large de Natal. Cette station, qui suivra les vols de Mermoz durant tous ses essais, servira de prétexte au film SOS Noronha de Georges Rouquier, réalisé en 1957, le film a pour vedette Jean Marais dans le rôle du chef de la station,.
Le 28 mai 1934, toujours avec Mermoz, Dabry et cette fois le mécanicien Alexandre Collenot, il participe au vol record réalisé en 16 h 10 par le Couzinet 71 Arc-en-ciel entre Dakar et Natal au Brésil. Le 7 mai 1935, il accompagne Mermoz lors du test d'un DH 88 Comet qui vole du Bourget à Toulouse en 1 h 50 à la moyenne de 337 km/h. Le 6 septembre suivant, les deux aviateurs accomplissent à bord du Comet, le vol Paris-Alger-Paris en moins de huit heures.

### Seconde Guerre mondiale
Le 13 janvier 1943, pendant la Seconde Guerre mondiale, après avoir échappé miraculeusement d'un accident, il est tué dans un accident aérien à l'atterrissage : le Lockheed L-14 F-ARRF est détruit, à la suite d'une panne moteur, sur le parcours de la liaison mensuelle Dakar-Alger à Aguel'hoc, commune du Mali située dans le cercle de Tessalit au nord de la région de Kidal  dans le Sahara. Une plaque en marbre due à l'initiative de l'ingénieur radio Faurous et de l'« Association des professionnels navigants de l'aviation civile » rappelle que Léo Gimié fut un des premiers radionavigants de l'aviation civile française,.

## Hommages
Deux communes françaises ont donné le nom de Léopold Gimié à l'une de leurs voies : l'« impasse Léopold Gimié » à Toulouse et l'« allée Léopold Gimié » à Rilhac-Rancon (quartier Le Combaud) en Haute-Vienne.
La marque de sacs Léon Flam a conçu le sac nommé « Cabas Gimié » en hommage à « Léo Gimié, pionnier du radioguidage de l'aviation civile francaise, aida Mermoz lors de la première traversée postale de l'Atlantique sud. Le « cabas Gimié » aux lignes sobres et aux détails marquants reste fidèle au caractère de son héros ».